# Kanton Sennecey-le-Grand
Kanton Sennecey-le-Grand (francouzsky Canton de Sennecey-le-Grand) je francouzský kanton v departementu Saône-et-Loire v regionu Burgundsko. Tvoří ho 17 obcí.

## Obce kantonu
- Beaumont-sur-Grosne
- Boyer
- Bresse-sur-Grosne
- Champagny-sous-Uxelles
- La Chapelle-de-Bragny
- Étrigny
- Gigny-sur-Saône
- Jugy
- Laives
- Lalheue
- Mancey
- Montceaux-Ragny
- Nanton
- Saint-Ambreuil
- Saint-Cyr
- Sennecey-le-Grand
- Vers